# RD-0120
RD-0120 (11D122としても認識される)はスペースシャトルの主エンジン(SSME)に相当するエネルギアの液体水素/液体酸素を推進剤とするコアロケットエンジンである。オービターではなくエネルギアコアに搭載され、飛行後、エンジンは回収されないがモジュラー設計であり、将来的に再使用可能な設計だった。(エネルギアコアはシャトルの打ち上げ以外にも多様な用途へ対応する)

## 特徴
基本的にはアメリカの水素-酸素エンジン技術よりも成熟しているが少なからずロシアの技術革新や方法が取り入れられており、SSMEとRD-0120には相違点がある。
RD-0120は理論的な比推力付近まで到達している。燃焼室の圧力はSSMEよりも高く、推力重量比を犠牲にしてSSMEよりも単純化、低コスト化されている。
SSME同様、燃料リッチ二段燃焼サイクルである。しかし、大きな液体水素エンジン特有の酸化剤・燃料流量比に対応するためSSMEが独立した液体水素、酸素ポンプを持つのに対しRD-0120は単軸で燃料と酸化剤の両方のターボポンプを駆動する。このため効率は低下した一方、始動・制御は容易となり構造はSSMEより単純になった。この構成は燃料にヒドラジン、ケロシンを使用するロケットエンジンによく見られるもので、RD-170を始めとする液体水素以外のエンジンの技術を元に設計されていると考えられる。
RD-0120は再使用可能な設計である。整備性も意識されていて、エンジンを取り外すこと無くターボポンプを点検交換可能である。
推力106％では再使用可能回数は4回しかないものの、推力を減らすと寿命は指数関数的に増大し、100％で8〜9回、タービンを強化すれば100回以上の再使用が可能と予測されている。
より単純で廉価なチャンネルウォールノズルのようないくつかのロシアの設計の特徴が1990年代末にロケットダインによってSSMEへの適用可能か検討された。SSMEでは必要な音響共鳴燃焼室を使用せずに燃焼の安定を達成する。

## 仕様

### RD-0120
推力 (真空): 1.8639 MN (190 tons), (海面高度): 1.5171 MN

比推力 (真空): 454 s (4449 m/s), (海面高度): 359 s

燃焼時間: 通常 480-500秒, 認定 1670秒.

基本重量: 3,449 kg.

全長: 4.55 m, 直径: 2.42 m

推進剤: LOX & LH2

燃焼サイクル: 二段燃焼サイクル

主燃焼室圧力: 21.8 MPa

混合比: 6:1

ノズル開口比: 85.7

製造者: キマフトマティキ (Воронежском КБ Химавтоматики)

搭載機: エネルギア　コア　ステージ

### RD-0120とSSMEの比較
| 型式         | (単位)    | RD-0120                    | SSME                       |
| 燃焼サイクル | -         | 二段燃焼サイクル           | 二段燃焼サイクル           |
| 推力         | kN        | 1,961                      | 2,278                      |
| 混合比       | 酸素:水素 | 6:1                        | 5                          |
| 膨張比       | -         | 85.7                       | 77.5                       |
| 比推力 (Isp) | 秒        | 454(真空中)、359(海面高度) | 453(真空中)、363(海面高度) |
| 燃焼室圧力   | MPa       | 21.8                       | 18.9                       |
| 全長         | m         | 4.55                       | 4.24                       |
| 重量         | kg        | 3,449                      | 3,177                      |
| 出力制御     |           | 可能                       | 可能                       |

## 関連
- エネルギア
- RD-170